# 晏孺子荼
晏孺子荼（あんじゅしと、? - 紀元前489年）は、春秋時代の斉の君主。姓は姜、諱は荼。

## 生涯
景公と鬻姒のあいだの子として生まれた。紀元前490年、景公と燕姫のあいだに生まれた子が成人する前に死去したため、荼が景公に愛されるようになった。景公が病に倒れると、国夏と高張に命じて荼を太子に立てさせた。9月に景公が死去すると、荼が国君に立てられた。10月、萊にいた公子嘉・公子駒・公子黔は衛に亡命し、公子鉏・公子陽生は魯に亡命した。紀元前489年6月、田乞や鮑牧らが起兵して公宮に入り、国夏と高張は荘で戦って敗れ、魯に亡命した。10月、田乞らは公子陽生（悼公）を迎えて国君に擁立した。荼は頼に移され、さらに駘に移されて、野外の幕下で殺害された。遺体は殳冒淳に葬られた。